# Kholomodumo
Kholomodumo, è un essere di cui si narra nella mitologia dei sotho del Sudafrica.

## Nel mito
Si racconta di lui all'origine dei tempi quando ingoiiò ogni essere vivente con l'eccezione di una donna incinta da cui nacque Moshanyana. Egli appena adulto affrontò il mostro avvantaggiato dalla difficoltà dei movimenti dell'essere dovuto proprio alla quantità di carne ingoiata. Quando riuscì ad ucciderlo libero gli esseri umani, essi cercarono di uccidere lo stesso Moshanyana riuscedovi poi al quarto tentativo.
La donna partorì due gemelli che uccisero Kholomondumo liberando gli altri  .